# Daniel Le Bret
Daniel Le Bret, né le 5 février 1955, est un syndicaliste enseignant français. Il est secrétaire général du Syndicat national unitaire des instituteurs, professeurs des écoles et PEGC (SNUipp) de 1993 à 1999, puis cosecrétaire général de la Fédération syndicale unitaire avec Monique Vuaillat de 1999 à 2000.

## Biographie
Fils d'un couple d'instituteurs, il suit la même carrière et exerce dans la Drôme. Militant du SNI-PEGC, il devient secrétaire départemental de ce syndicat en 1982, représentant la tendance Unité et action, minoritaire au niveau national.
Lors de la scission de la FEN, il fait logiquement partie des militants qui refusent l'exclusion du SNES et du SNEP de la fédération et la transformation du SNI-PEGC en Syndicat des enseignants.
Il participe à la création du SNUipp, dont il devient le premier secrétaire général, en 1993, et à la constitution de la Fédération syndicale unitaire.
Réélu à la direction de son syndicat en 1998, il devient, à la suite de la démission brutale de Michel Deschamps, co-secrétaire général de la FSU, en duo avec Monique Vuaillat. Quelques mois plus tard, il annonce mettre en pratique le principe de rotation des mandats et abandonner à la rentrée suivante ses responsabilités syndicales pour retourner enseigner à plein temps.
Mais, durant l'été, il adhère au Verts, et devient conseiller de Dominique Voynet, ministre de l'environnement. Par la suite, il collabore avec Richard Descoings pour la mise en place de conventions entre établissements scolaires relevant de l'éducation prioritaire et Sciences Po. Sans avoir repris l'enseignement, il fonde en 2003 une société de soutien scolaire, Paraschool, puis devient en 2010 directeur des relations extérieures du groupe Editis.